# I ♥ U
《I ♥ U》，是日本樂團Mr.Children的第12張專輯。2005年9月21日發行。

## 簡介
前作《至福之音》約一年半之後發行。
專輯收錄了單曲《Sign》以及四A面單曲《四次元 Four Dimensions》的前三首A面曲。主打歌是《Worlds end》，由丹下紘希執導拍攝了PV，櫻井和壽稱《Worlds end》是「這張專輯中最自信的作品」。
原本專輯的名稱打算是「DOORS」，但由於顯得過於晦暗而放棄。首次專輯的標題由非文字部分構成（「♥」），封面並無直接寫出專輯的標題，而是以一個被壓爛的紅番茄表示「♥」（番茄在西歐部分語言中別稱love apple，即「愛情的蘋果」）。
歌詞頁別具風格，除了《鞋帶》一首曲目之外，其它歌曲的歌詞都排列成歌曲主題或者標題的形狀。
主題集中在「愛」上，由「鞋帶」、「糖果」……乃至避孕套（《隔閡》）等生活細小的事情體會出愛到底是什麼。
專輯總銷量為113.7萬張，是2005年度日本專輯銷量第8位。普遍認為這張專輯在四A面單曲《四次元 Four Dimensions》之後三個月就發行，且收錄了單曲的大部分內容，影響了兩者的銷量。
櫻井和壽曾經表示這張專輯是他覺得自己的最高傑作，但外界的評介卻不理想，因此感到遺憾。

## 收錄曲目
1. Worlds end
2. Monster
3. 未来
4. 我們的合鳴（僕らの音）
5. and I love you
6. 鞋帶
7. CANDY
8. Running High（ランニングハイ）
9. Sign
10. Door
11. 跳吧
12. 隔閡
13. 潜水

## 外部連結
- 唱片介紹（页面存档备份，存于） Mr.Children官方網站